# ایبوکی تاکاهاشی
ایبوکی تاکاهاشی (انگلیسی: Ibuki Takahashi; ۲۴ مارس ۱۹۹۷) وزنه‌بردار زن اهل ژاپن است.
وی در مسابقات کشوری و بین‌المللی در مجموع برندهٔ ۱ مدال برنز شده‌است.